# Veguitas
Veguitas, ou La Veguita, est la capitale de la paroisse civile de Juan Antonio Rodríguez Domínguez de la municipalité d'Alberto Arvelo Torrealba dans l'État de Barinas au Venezuela.